# Katund i Ri
Katund i Ri là một xã trong quận Durrës thuộc hạt Durrës, Albania. Dân số năm 2005 là 10975 người.